# Karangana
Karangana è un comune rurale del Mali facente parte del circondario di Yorosso, nella regione di Sikasso.
Il comune è composto da 9 nuclei abitati:
- Beningorola
- Beresso
- Kafona
- Karangana
- Kian
- Omasso
- Noumpinésso
- Sinkolo
- Torosso